# It's a Long, Long Way to Tipperary
It's a Long, Long Way to Tipperary è una canzone da sala scritta da Jack Judge, ma accreditata anche a Henry James "Harry" Williams. Si dice che fosse stata composta a seguito di una scommessa di 5 scellini inglesi, nella città di Stalybridge, nei pressi di Manchester, in Inghilterra, il 30 gennaio 1912 ed eseguita la notte successiva presso la locale sala musicale. Ora è ricordata come It's a Long Way to Tipperary, ma il titolo con cui la musica fu pubblicata in origine era un po' diverso: It's a Long, Long Way to Tipperary. Diventata molto popolare tra i soldati della prima guerra mondiale, è considerata, nel mondo anglosassone, una canzone tipica di quella guerra. La Tipperary citata nel titolo è una cittadina irlandese, divenuta famosa soprattutto per effetto del successo della canzone.

## Prima popolarità
Durante la prima guerra mondiale il corrispondente del Daily Mail, George Curnock udì i soldati del reggimento irlandese Connaught Rangers cantare questa canzone mentre erano in marcia attraverso Boulogne il 13 agosto 1914 e ne scrisse su un "pezzo" il 18 dello stesso mese. La canzone fu presto ripresa da altre unità dell'Esercito britannico. Nel novembre 1914, la canzone fu registrata dal tenore irlandese John McCormack, il che favorì la popolarità della canzone in tutto il mondo. Altre versioni popolari negli Stati Uniti d'America si ebbero nel 1915 con l'American Quartet, l'orchestra di Charles A. Prince e con Albert Farrington.

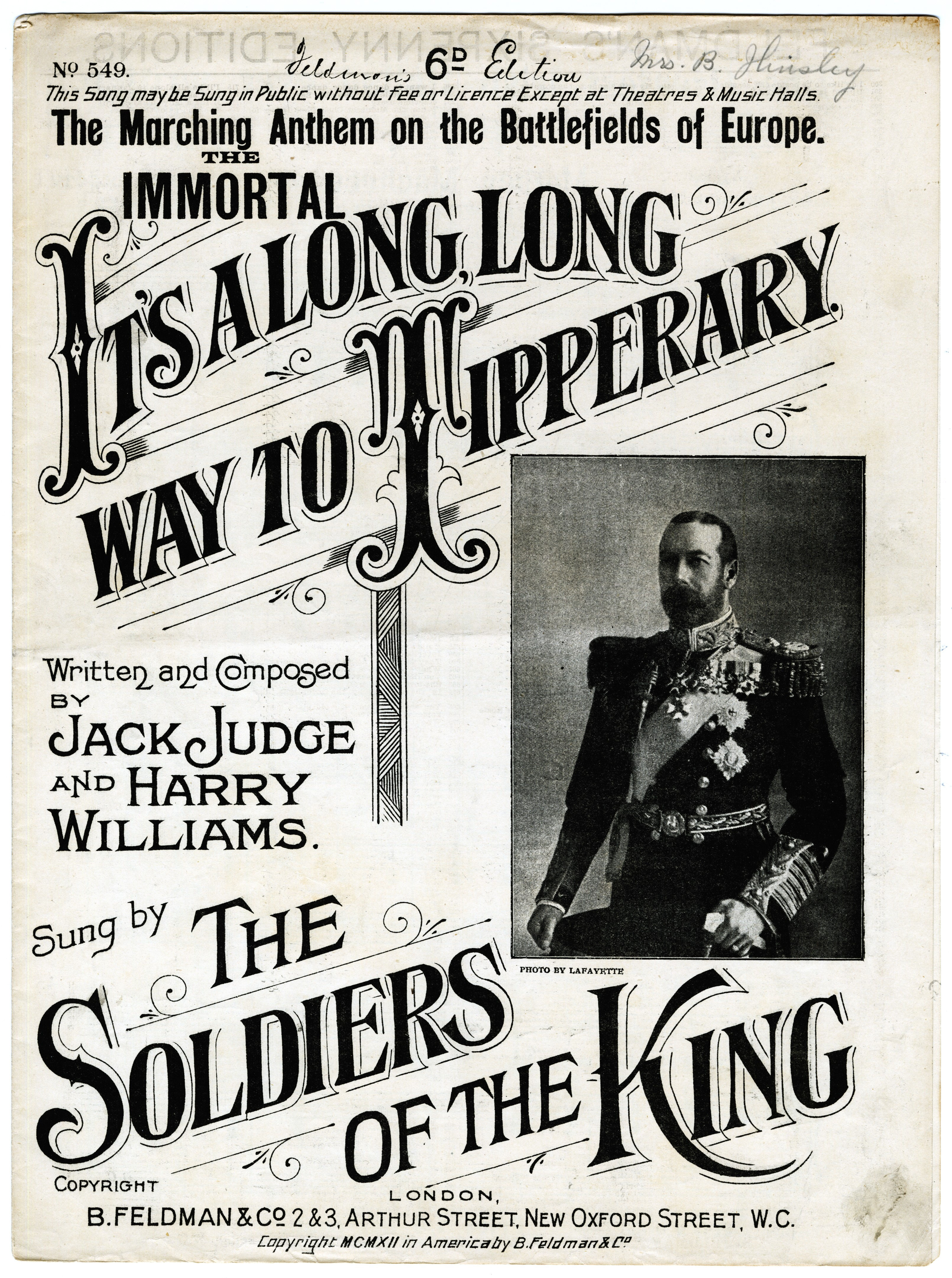
La copertina dello spartito

## Contenuto
Uno dei più popolari successi del periodo, la canzone è atipica nel senso che non si tratta di un canto bellico che incita i soldati a imprese gloriose. Canzoni popolari nelle guerre precedenti (come nelle guerre contro i Boeri) lo erano spesso. Nella prima guerra mondiale comunque le canzoni più popolari, come questa e Keep the Home Fires Burning (Tieni acceso il fuoco del caminetto), di Ivor Novello, si concentravano sulla nostalgia per il focolare domestico.
Questa canzone non va confusa con quella popolare del 1907 intitolata semplicemente Tipperary. Entrambe vennero cantate in periodi diversi con le prime registrazioni del famoso cantante americano Bill Murray. Murray, con l'American Quartet, cantò It's A Long Way To Tipperar come una vera e propria marcia, accompagnato fra l'altro da ottoni, tamburi e cembali, con una breve battuta di Rule, Britannia!, messa nell'interludio strumentale tra il primo e secondo verso del coro.

## Testo
Came an Irishman one day.

As the streets are paved with gold

Sure, everyone was gay,

Singing songs of Piccadilly,

Strand and Leicester Square,

Till Paddy got excited,

Then he shouted to them there:
Chorus
It's a long way to Tipperary,

It's a long way to go.

It's a long way to Tipperary,

To the sweetest girl I know!

Goodbye, Piccadilly,

Farewell, Leicester Square!

It's a long long way to Tipperary,

But my heart's right there.
Solo
Paddy wrote a letter

To his Irish Molly-O,

Saying, "Should you not receive it,

Write and let me know!"

"If I make mistakes in spelling,

Molly, dear," said he,

"Remember, it's the pen that's bad,

Don't lay the blame on me!"
Chorus
Molly wrote a neat reply

To Irish Paddy-O,

Saying "Mike Maloney

Wants to marry me, and so

Leave the Strand and Piccadilly

Or you'll be to blame,

For love has fairly drove me silly:

Hoping you're the same!"»
Giunse un dì un irlandese.

Poiché le vie sono lastricate d'oro

Certo, ognuno era allegro,

Cantando canzoni di Piccadilly,

Strand e Leicester Square.

Finché Paddy si emozionò,

Quindi cantò loro:
Coro
Lunga è la strada per Tipperary,

È lunga la strada per andarci.

Lunga è la strada per Tipperary,

Dalla ragazza più dolce che io conosca!

Addio, Piccadilly,

Addio, Leicester Square!

È lunga la strada per Tipperary,

Ma il mio cuore è proprio là.
Solo
Paddy scrisse una lettera

Alla sua irlandese Molly-O,

Dicendo: "Se non dovessi riceverla.

Scrivi e fammelo sapere!"

"Se faccio degli errori di ortografia,

Molly, cara," egli disse,

"Ricorda, è colpa della penna,

Non prendertela con me!"
Coro
Molly scrisse una risposta definitiva

All'irlandese Paddy-O,

Dicendo "Mike Maloney

Vuole sposarmi, e così

Lascia lo Strand e Piccadilly

O sarai da biasimare,

Poiché l'amore mi ha fatta diventare sciocca:

Spero che sia lo stesso per te!"»
(Jack Judge)